# Ligue 1 2005-2006
L'edizione 2005-06 della Ligue 1, sessantottesimo campionato di calcio francese, vide la vittoria finale dell'Olympique Lione che conquistò il suo quinto titolo consecutivo, battendo così il record dei campionati vinti consecutivamente da una squadra transalpina.

## Avvenimenti[1]
Il campionato, iniziato il 29 luglio 2005, fu un autentico monologo dell'Olympique Lione: la squadra, dopo aver preso la testa della classifica alla quinta giornata, prese il largo concludendo il girone di andata con 44 punti, a +12 sul Lens secondo e con una sola sconfitta al passivo.
All'inizio del girone di ritorno la capolista ebbe un leggero calo che permise al Bordeaux di recuperare lo svantaggio fino ad arrivare, alla ventottesima, a -6 dalla vetta. L'Olympique Lione si riprese e, dopo aver battuto i rivali nello scontro diretto al trentatreesimo turno, prese di nuovo il largo laureandosi campione di Francia per la quinta volta consecutiva con tre giornate di anticipo.
La giornata successiva fu decisiva invece nella lotta per la salvezza: retrocessero l'Ajaccio, lo Strasburgo (che vinse la sua prima partita solamente al terz'ultimo turno del girone di andata) e il Metz. Capocannoniere del torneo fu Pedro Pauleta del Paris Saint-Germain, con 21 reti.

### Capoliste solitarie[1]
- 3ª giornata:  Paris Saint-Germain
- 5ª-38ª giornata:  Olympique Lione

## Squadre partecipanti
- Ajaccio
- Auxerre
- Bordeaux
- Le Mans[2]
- Lens
- Lilla
- Metz
- Monaco
- Nancy[2]
- Nantes

- Nizza
- Olympique Lione[3]
- Olympique Marsiglia
- Paris Saint-Germain
- Rennes
- Saint-Étienne
- Sochaux
- Strasburgo
- Tolosa
- Troyes[2]

## Classifica finale
|  |     | Classifica finale 2005-06 | Pt | G  | V  | N  | P  | GF | GS | DR  |
|  | --- | ------------------------- | -- | -- | -- | -- | -- | -- | -- | --- |
|  | 1.  | Olympique Lione           | 84 | 38 | 25 | 9  | 4  | 73 | 31 | +42 |
|  | 2.  | Bordeaux                  | 69 | 38 | 18 | 15 | 5  | 43 | 25 | +18 |
|  | 3.  | Lilla                     | 62 | 38 | 16 | 14 | 8  | 56 | 31 | +25 |
|  | 4.  | Lens                      | 60 | 38 | 14 | 18 | 6  | 48 | 34 | +14 |
|  | 5.  | Olympique Marsiglia       | 60 | 38 | 16 | 12 | 10 | 44 | 35 | +9  |
|  | 6.  | Auxerre                   | 59 | 38 | 17 | 8  | 13 | 50 | 39 | +1  |
|  | 7.  | Rennes                    | 59 | 38 | 18 | 5  | 15 | 48 | 49 | -1  |
|  | 8.  | Nizza                     | 58 | 38 | 16 | 10 | 12 | 36 | 31 | +5  |
|  | 9.  | Paris Saint-Germain       | 52 | 38 | 13 | 13 | 12 | 44 | 38 | +6  |
|  | 10. | Monaco                    | 52 | 38 | 13 | 13 | 12 | 42 | 36 | +6  |
|  | 11. | Le Mans                   | 52 | 38 | 13 | 13 | 12 | 33 | 36 | -3  |
|  | 12. | Nancy                     | 48 | 38 | 12 | 12 | 14 | 35 | 37 | -2  |
|  | 13. | Saint-Étienne             | 47 | 38 | 11 | 14 | 13 | 29 | 39 | -10 |
|  | 14. | Nantes                    | 45 | 38 | 11 | 12 | 15 | 37 | 41 | -4  |
|  | 15. | Sochaux                   | 44 | 38 | 11 | 11 | 16 | 34 | 47 | -13 |
|  | 16. | Tolosa                    | 41 | 38 | 10 | 11 | 17 | 36 | 47 | -11 |
|  | 17. | Troyes                    | 39 | 38 | 9  | 12 | 17 | 37 | 47 | -10 |
|  | 18. | Ajaccio                   | 33 | 38 | 8  | 9  | 21 | 27 | 53 | -26 |
|  | 19. | Strasburgo                | 29 | 38 | 5  | 14 | 19 | 33 | 56 | -23 |
|  | 20. | Metz                      | 29 | 38 | 6  | 11 | 21 | 26 | 59 | -33 |

### Record
- Maggior numero di vittorie:  Olympique Lione (25)
- Minor numero di sconfitte:  Olympique Lione (4)
- Migliore attacco:  Olympique Lione (73 reti fatte)
- Miglior difesa:  Bordeaux (25 reti subite)
- Miglior differenza reti:  Olympique Lione (+42)
- Maggior numero di pareggi:  Paris Saint-Germain (18)
- Minor numero di pareggi:  Rennes (5)
- Maggior numero di sconfitte:  Metz,  Ajaccio (21)
- Minor numero di vittorie:  Strasburgo (5)
- Peggior attacco:  Ajaccio (26 reti segnate)
- Peggior difesa:  Ajaccio (59 reti subite)
- Peggior differenza reti:  Ajaccio (-33)

### Verdetti
- Olympique Lione campione di Francia 2005-2006.
- Olympique Lione e  Bordeaux qualificate alla fase a gironi della Champions League 2006-07.  Lilla qualificato al turno preliminare della competizione.
- Lens,  Paris Saint-Germain (vincitore della Coppa di Francia) e  Nancy (vincitore della Coppa di Lega) in Coppa UEFA.
- Olympique Marsiglia e  Auxerre ammesse all'Intertoto 2006.
- Ajaccio,  Strasburgo e  Metz retrocesse in Ligue 2.

## Classifica marcatori[4]
|  | Gol | Marcatore        | Squadra             |
|  | --- | ---------------- | ------------------- |
|  | 21  | Pauleta          | Paris Saint-Germain |
|  | 14  | Fred             | Olympique Lione     |
|  | 14  | Peter Odemwingie | Lilla               |
|  | 13  | Daniel Cousin    | Lens                |
|  | 12  | Luigi Pieroni    | Auxerre             |
|  | 12  | Sylvain Wiltord  | Olympique Lione     |
|  | 11  | John Utaka       | Rennes              |